# Бахрушин Володимир Євгенович
Бахру́шин Володимир Євгенович (нар. 1960, Владикавказ) — доктор фізико-математичних наук (1999), професор (2004), академік громадської організації «Академія наук вищої школи України» (2009), у 2000—2012 р. завідувач кафедри системного аналізу та вищої математики, директор науково-дослідного центру системного аналізу Класичного приватного університету (м. Запоріжжя), з 2012 р. професор кафедри системного аналізу та програмної інженерії Класичного приватного університету, заступник головного редактора наукового журналу «Складні системи і процеси» у 2002—2012 р.
З 2015 року професор кафедри системного аналізу та обчислювальної математики, з 2021 року — голова Вченої ради Національного університету «Запорізька політехніка».
З 2016 року член сектору вищої освіти Науково-методичної ради Міністерства освіти та науки України (Наказ № 136 МОН від 19 лютого 2016 року). Радник міністра освіти і науки України на громадських засадах у 2016—2019 р.. Помічник-консультант Голови підкомітету з питань вищої освіти Комітету Верховної Ради України з питань освіти, науки та інновацій від 2019 р..
Відомий фахівець в сфері освітньої політики, у 2015—2019 р. головний експерт групи «Освіта і Наука» Реанімаційного пакету реформ, експерт порталу Освітня політика.
Автор 3 монографій, 8 навчальних посібників, 10 винаходів, понад 150 статей у провідних наукових виданнях. Нагороджений Грамотою Верховної ради України (2020), Нагрудним знаком «За наукові та освітні досягнення» Міністерства освіти і науки України (2019),Нагрудним знаком «За наукові досягнення» Міністерства освіти і науки України (2007), Почесною грамотою Запорізької обласної ради (2020), Відмінник освіти України (2017). Лауреат Нагороди Ярослава Мудрого АН ВШ України (2014). В. Є. Бахрушин веде активну науково-організаційну роботу, як член редколегій низки наукових журналів, голова та член програмних та організаційних комітетів й запрошений доповідач провідних міжнародних і всеукраїнських наукових конференцій.

## Біографія
У 1983 р. закінчив Московський інститут сталі та сплавів, а у 1986 р. — аспірантуру МІСіС. У 1988 р. захистив кандидатську дисертацію на тему «Взаємодія та дифузія домішок впровадження в сплавах на основі ніобію».
У 1980—1986 р. на кафедрі високотемпературних матеріалів МІСіС дослідив вплив комплексного легування та високотемпературних обробок на внутрішнє тертя[яке?], динамічні модулі пружності та інші фізичні властивості сплавів впровадження на основі ніобію. Зокрема, В. Є. Бахрушиним були визначені закономірності розподілу кисню та азоту в сплавах, швидко охолоджених від передплавильних температур, побудовано модель дифузії домішок впровадження в сплавах. Також були визначені характер та механізм впливу легивальних елементів на кінетику взаємодії азоту зі сплавами ніобію при високих температурах.
У 1987−1990 р. працював інженером Центральної науково-дослідної лабораторії напівпровідників Запорізького титано-магнієвого комбінату. В цей період В. Є. Бахрушиним було розроблено низку нових типів кремнієвих епітаксіальних структур (у тому числі багатошарових та структур із змінним рівнем легування епітаксіального шару) і технологій їх отримання. Було показано, що складовою механізму автолегування слаболегованих автоепітаксійних шарів кремнію, одержуваних методами водневого відновлення тетрахлориду кремнію, трихлорсилану та дихлорсилану, є сублимація сполук легувального елемента з підкладки з наступною їх вбудовою до шару, що росте; встановлено формування донорних центрів при високотемпературних відпалах слаболегованих монокристалів та епитаксійних шарів кремнію у водні та визначено закономірності кінетики їх накопичення.
У 1990—2000 р. працював на фізичному факультеті Запорізького державного університету.
Тут В. Є. Бахрушин розробив та читав курси комп'ютерного моделювання фізичних процесів, механіки, методов фізичних досліджень, фізичних основ матеріалознавства та ін. Основні дослідження В. Є. Бахрушина в цей період були пов'язані з комп'ютерним моделюванням процесів формування та фізичних властивостей слаболегованих кристалів. В. Є. Бахрушиним було запроваджено поняття області ідеальності твердого розчину. Така концентраційна область обмежена ліворуч через взаємодію атомів легувального елементу з фоновими домішками та структурними дефектами, а праворуч — через їх взаємодію між собою. Визначено умови формування таких областей, а також умови, за яких твердий розчин є неідеальним за будь-яких концентрацій. Були встановлені основні закономірності формування прошарків з електропровідністю протилежного типу в перехідній області n+ -n та p+ -p кремнієвих та германієвих композицій, зумовлені присутністю фонових домішок протилежного типу в об'ємі чи на поверхні сильнолегованого шару.
Показано, що східці зсуву та лінії ковзання в кремнієвих епітаксіальних структурах можут не бути проявами одних і тих самих дефектів. Їх формування відбувається на початковій стадії епітаксіального осадження і складається не тільки з процесів зародження і ковзання, але також і процесів анігіляції дислокацій. Запропоновано кристалографічну класифікацію цих дефектів, що базується на їх різній орієнтації стосовно поверхні підкладки. Встановлено закономірності впливу параметрів процесу на ефективність гетерування швидкодифундуючих домішок у напівпровідникових композиціях. Зокрема, показано існування оптимальної температури цього процесу. При зменшенні температури ефективність гетерування знижується через зменшення ефективної товщини гетерувального шару, а при збільшенні — через прагнення домішки до більш рівномірного розподілу за усім об'ємом композиції. В 1999 г. В.Є Бахрушин захистив у Харківському університеті докторську дисертацію на тему «Формування домішково-дефектної підсистеми і фізичні властивості слаболегованих монокристалів і монокристалічних шарів багатошарових композицій».
У 2000—2012 р. заведувач кафедри системного аналізу та вищої математики Класичного приватного університету. У 2002—2013 р. заступник головного редактора наукового журналу «Складні системи і процеси». У 2008—2010 р. заступник директора Інституту управління КПУ. Тут В. Є. Бахрушин вперше у регіоні розпочав підготовку магістрів, спеціалістів та бакалаврів в галузі системного аналізу. Розробив та читав базові курси «Аналіз даних», «Моделювання систем», «Теорія систем», «Математичне моделювання», та ін.
З 2015 року професор кафедри системного аналізу та обчислювальної математики Запорізького національного технічного університету.
З 2016 року член сектору вищої освіти Науково-методичної ради Міністерства освіти та науки України (Наказ № 136 МОН від 19 лютого 2016 року).
Основні наукові результати отримані у галузі моделювання складних систем різного походження. У 2002—2009 г. В. Є. Бахрушин з учнями,,,, розробив методологію і програмне забезпечення ідентифікації математичних моделей складних спектрів та складних релаксаційних процесів за експериментальними даними, що базуються на застосуванні сучасних методів нелінійної оптимізації та запропонованого комплексу критеріїв адекватності моделі. Це надало змогу уточнити закономірності впливу домішок перехідних металів на фізичні властивості та процеси розпаду пересичених твердих розчинів впровадження на основі ніобію. Зокрема, було показане, що характер впливу легувального елементу (прискорення розпаду чи його стабілізація) визначається характером локальної взаємодії його атомів з атомами впровадженого елементу.
В. Бахрушин вперше запровадив поняття слабозв'язаної системи та визначено окремі загальні властивості таких систем.
У 2009 р. В. Є Бахрушин з учнями розробив методику та програмне забезпечення для нелінійного автокореляційного та крос-кореляційного аналізу часових рядів. Такий підхід має суттєві переваги порівняно із традиційними методами, які можуть призводити до помилкових висновків за наявності нелінійних зв'язків між даними.
Він є відомим експертом в галузі освітньої політики, зокрема, з питань законодавства про освіту, методів оцінювання якості освіти, освітніх вимірювань, інформатизації освіти,.